# Oswald Pirow
Oswald Pirow (Aberdeen, 14 agosto 1890 – Pretoria, 11 ottobre 1959) è stato un politico sudafricano.
È stato ministro della Giustizia dal 1929 al 1933 e ministro della Difesa dal 1933 al 1939 nel governo del generale J. B. M. Hertzog.
Ammiratore di Adolf Hitler e del nazismo, Pirow rese visita al Führer a Berchtesgaden nell'ambito delle sue funzioni di Ministro della Difesa, nel 1938, poco dopo l'accordo di Monaco. Egli era stato inviato in Europa da Jan Smuts al fine di convincere Hitler a moderare la sua politica nei confronti degli ebrei e di permettere un accordo di non aggressione fra britannici e tedeschi. Pirow era stato scelto per questa missione a causa del suo appoggio alle tesi naziste. Durante il viaggio, Pirow si recò anche in Portogallo, in Spagna e in Gran Bretagna.
Dopo che il Primo Ministro James B.Hertzog fu messo in minoranza dai sostenitori di Smuts, nel 1939, Pirow lasciò il governo e aderì, con Hertzog e i suoi alleati, al National Party di Daniel François Malan.
Fra il dicembre 1940 e il maggio 1941 il pamphlet scritto da Pirow, intitolato New Order in South Africa, ebbe sette edizioni.
Inoltre Pirow organizzò un gruppo interno (New Order o in afrikaans Neuwe Orde) in seno al National Party insieme ai vecchi alleati di James Barry Hertzog: tale gruppo lavorava a favore dell'instaurazione di un regime fascista afrikaner in Sudafrica. Il gruppo New Order rimase comunque relativamente insignificante, facendo concorrenza ad altri movimenti pseudo-nazisti, come l'Ossewabrandwag ("sentinelle dei carri trainati da buoi).
Nel marzo 1941, Malan, volendo evitare di far confondere il National Party con tutti questi groppuscoli ideologici, obbligò i membri del partito a scegliere fra la loro appartenenza al partito o agli altri movimenti, argomentando, in particolare, che l'80% delle idee propagate dal New Order si trovavano nel programma del National Party.
Dopo la caduta del Terzo Reich, Pirow si tolse il marchio della sua affiliazione politica pro-nazista e si rivolse all'ideologia di António de Oliveira Salazar e del nazional-cristianesimo, abbandonando del tutto i riferimenti antisemiti nei suoi discorsi.
Morì nel 1959. Egli è seppellito nel Transvaal orientale, a 24 km a nord della città turistica di Graskop.
Esisteva una nave da guerra sudafricana chiamata SAS Oswald Pirow, ribattezzata SAS Rene Sethern nel 1997.

## La figura di Pirow nel libro di Mandela
Nella sua opera Lungo cammino verso la libertà, Nelson Mandela racconta che nel gennaio 1959 Pirow fu nominato pubblico ministero nel processo in corso verso di lui e i suoi compagni dell'African National Congress. Mandela ci descrive Pirow, illustrando il fatto che egli era "un pilastro della politica del National Party", "un nazionalista afrikaner della vecchia guardia, e simpatizzava apertamente con il nazismo: una volta descrisse Hitler come il più grande uomo del suo tempo. Era un anticomunista arrabbiato. La nomina di Pirow fu un'ulteriore dimostrazione che lo stato era preoccupato per l'esito del processo e attribuiva un'enorme importanza alla vittoria".
Ma dopo averlo conosciuto e soprattutto dopo la sua morte il suo giudizio cambia leggermente: "La mattina dell'11 ottobre, mentre ci preparavamo ad andare in tribunale, udimmo alla radio l'annuncio che il pubblico ministero, Oswald Pirow, era morto improvvisamente d'infarto... Anche se avremmo tratto beneficio dalla sua assenza, la morte di Pirow non ci fece piacere. Avevamo maturato un certo affetto per il nostro avversario, perché, malgrado le sue deleterie convinzioni politiche, Pirow era dotato di umanità e non provava il livore razzistico del governo per cui lavorava. La sua cortese abitudine di rivolgersi a noi come "africani" (perfino ad uno dei nostri avvocati sfuggiva ogni tanto il termine "indigeni") contrastava con l'arroganza delle sue credenze politiche... Il fatto di farci avere gratuitamente gli oltre cento volumi dell'istruttoria fu da parte sua un gesto generoso, che fece risparmiare alla difesa una bella quantità di denaro".